# Pupilla paraturcmenica
Pupilla paraturcmenica ist eine Schneckenart aus der Familie der Puppenschnecken, die zur Unterordnung der Landlungenschnecken (Stylommatophora) gerechnet wird.

## Merkmale
Das rechtsgewundene, zylindrische, länglich-eiförmige bis niedrig-eiförmige Gehäuse ist 2,53 bis 3,77 mm hoch (Mittel (n=86): 3,06, Holotyp: 3,27) und 1,53 bis 1,90 mm breit (Mittel (n=86): 1,74, Holotyp: 1,73). Es hat 5,6 bis 6,5 Windungen, die an der Peripherie mäßig bis stark gewölbt sind und entsprechend jeweils durch eine mehr oder weniger tiefe Naht voneinander abgesetzt. Die letzte Windung steigt nicht oder nur wenig an. Die Mündung ist eiförmig, die Basis leicht abgeflacht. Die Lippe ist nur wenig verdickt, und lediglich am Spindelrand und an der Basis nach außen umgebogen. Die Ansatzstellen der Lippe an die vorige Windung sind vergleichsweise weit auseinander. Im Parietalbereich ist lediglich ein rudimentärer Kallus ausgebildet, der auch ganz fehlen kann. Der Nackenwulst fehlt auf der Außenseite. Der Nabel ist nahezu rund und vergleichsweise weit. Das Gehäuse ist goldbraun oder honigfarben, die Oberfläche zeigt sehr feine, radiale Rippchen, die durch Periostrakum-Kämme relativ scharf erscheinen. Die Rippchen sind etwas unregelmäßig in der Höhe und auch der Ausrichtung. Benachbarte Rippchen verflechten sich oft. Die Schale ist eher dünn und fragil, ist aber durch die Oberflächenskulptur nahezu opak.
Im zwittrigen Genitalapparat zweigt der Samenleiter (Vas deferens) früh vom Eisamenleiter (Spermovidukt) ab. Er ist wenig gewunden und tritt apikal in den Epiphallus ein. Dieser ist an der Eintrittsstelle leicht verdickt, vergleichsweise kurz, etwas dicker als der Penis, hat aber nur etwa ein Fünftel der Länge des Penis. Am Übergang Epiphallus/Penis setzt ein kurzes, konisches und eher schlankes Caecum an. Der Penis ist lang und schlank. Der Penisappendix hat nahezu dieselbe Länge wie der Penis und der Epiphallus zusammen. Das basale Viertel ist verdickt. Die restlichen drei Viertel sind zunächst wieder dünner, um dann keulenförmig zu enden. Der Penisretraktormuskel teilt sich in zwei Stränge auf. Der eine Strang setzt am Epiphallus nahe dem Übergang zum Penis an, der andere Strang setzt am Ende des verdickten ersten Viertel des Penisappendix an. Die ovoviviparen Tiere bilden die männlichen Geschlechtsgänge zu fadenförmigen Strukturen zurück.

### Ähnliche Arten
Pupilla paraturcmenica ähnelt den beiden, ebenfalls fast zahnlosen Arten Pupilla turcmenia und Pupilla annandalei. Pupilla paraturcmenica hat verglichen mit Pupilla turcmenica stärker gewölbte, aber weniger Windungen, keinen Nackenwulst, einen weiteren und runden Nabel, eine dünnere Lippe und eine dunklere Gehäusefarbe. Außerdem gibt es Unterschiede im Genitalapparat. Pupilla paraturcmenica besitzt ein längeres Caecum, einen kürzeren Epiphallus, einen längeren Penisappendix und der Ansatz des Retraktormuskels an den Penis liegt dichter am Caecum.
Auch Pupilla annandalei hat an der Peripherie schwächer gewölbte Windungen und die letzte Windung steigt ziemlich abrupt an. Die Lippe ist stark verdickt.

## Geographische Verbreitung und Lebensraum
Pupilla paraturcmenica ist bisher nur von einigen Lokalitäten in den Skardu- und Diamir-Distrikten in Gilgit-Baltistan (Kaschmir, Pakistan) bekannt.
Die Art lebt dort in offenen oder halboffenen Habitaten unterschiedlichen Feuchtigkeitsregimen, hauptsächlich auf metamorphen Gesteinen zwischen 2430 und 4280 m über Meereshöhe.

## Lebensweise
Die Tiere sind ovovivipar; d. h. die Eier werden im Spermovidukt (Uterus) zurückgehalten, bis die Embryonen voll entwickelt sind. Sie verlassen das Elterntier als fertig entwickelte Jungtiere. Von vier untersuchten Exemplare hatten drei Embryonen im Spermovidukt, zwei Exemplare je zwei unterschiedlich weit entwickelte Embryonen, ein Exemplar einen Embryo. Bei drei Exemplaren waren die männlichen Ausführgänge atrophiert. Ein Exemplar mit voll entwickelten männlichen Ausführgänge hatte aber auch einen Embryo im Spermovidukt.

## Taxonomie
Die Art wurde 2009 von Jaroslav Hlaváč und Beata Pokryszko erstmals beschrieben. Die Typlokalität liegt in einem Birkenwäldchen und Gebüsch im Apo Brukh valley (3535 bis 4280 m), 2 bis 3,5 km westlich von Kande, Skardu-Distrikt, Gilgit-Baltistan, Kaschmir, Pakistan, Koordinaten: 35° 22’N, 76°19’E in über 4000 m über Meereshöhe. Die Tiere leben dort unter Steinen und im Mulm. Der Name spielt auf die Ähnlichkeit mit Pupilla turcmenia an.